# Edson (Band)
Edson ist eine schwedische Indiepop-Band aus Gävle.

## Geschichte
Edson wurde von Pelle Carlberg im Sommer 1998 gegründet. Er benannte die Band nach dem Fußballspieler Pelé, der mit bürgerlichem Namen Edson Arantes Nascimento heißt. Zunächst war Edson das Soloprojekt von Pelle, aber bald entwickelte sich daraus eine Band mit der aktuellen Besetzung und Pelle als Songschreiber und Leadsänger. 1999 absolvierte Edson ungefähr 30 Live-Auftritte, darunter auch auf dem bekannten Hultsfredfestival. Im selben Jahr wurde das Label Stormstreet Records auf die Band aufmerksam und nahm sie unter Vertrag. Schon im September konnte mit Sunday, Lovely Sunday die erste EP veröffentlicht werden. Im Herbst 2000 wechselte Edson zu Summersound Recordings und spielte dort das Debüt-Album Unwind with Edson ein, das im Februar 2001 herausgebracht wurde. Das Nachfolgealbum For Strength wurde im Dezember 2001 wieder in Gävle mit Andreas Ahlenius als Tontechniker produziert und 2002 veröffentlicht. Beide Alben erhielten in der Indieszene große Beachtung und ernteten gute Kritiken. 2003 wurde die Band durch eine Labelfusion von Labrador Records übernommen und brachte im Verlauf des Jahres die EP One Last Song For You Know That und der Longplayer Every Day, Every Second heraus. Pelle Carlberg widmete sich anschließend wieder verstärkt Soloprojekten, so dass seitdem keine Neuerscheinungen von Edson auf dem Markt erschienen sind. Eine endgültige Auflösung der Band erfolgte nicht, vielmehr ließ Carlberg verlauten, dass er ein Konzert jederzeit für möglich hielt. Im Frühjahr 2008 ging Pelle Carlberg dann wieder mit Edson auf Tournee. Zusammen mit Club 8 gaben sie Konzerte in China, Taiwan, Hongkong, Singapur, Malaysia und Indonesien.

## Diskografie

### Alben
- 2001: Unwind with Edson (Summersound)
- 2002: For Strength (Summersound)
- 2003: Every Day, Every Second (Labrador)

### EPs
- 1999: Sunday, Lovely Sunday (Stormstreet)
- 2002: One Last Song For You Know That (Labrador)

### Singles
- 2003: 148020 (Labrador)